# Trae
Trae tha Truth (* 3. Juli 1980 in Houston, Texas; bürgerlich Frasier Thompson III) ist ein US-amerikanischer Rapper. Er wurde in einem Problemviertel der Stadt Houston geboren. Früh entdeckte er sein Talent als Rapper. Er rappt oft über seinen lebenslang in Haft sitzenden Bruder.

Am 20. Juni 2012 überlebte Trae einen Mordanschlag in Texas, bei dem drei Menschen ums Leben kamen und außer ihm noch eine weitere Person verletzt wurde. Trae selbst kam mit einer Schusswunde ins Krankenhaus, konnte dieses aber bald wieder verlassen.
Traes Markenzeichen ist seine tiefe, gutturale Stimme.

## Diskographie

### Alben
- 2003: Losing Composure
- 2004: Same Thing Different Day
- 2006: Restless
- 2007: Life Goes On
- 2008: The Beginning
- 2011: Street King
- 2015: Tha Truth
- 2016: Tha Truth, Pt. 2
- 2017: Tha Truth, Pt. 3
- 2018: Hometown Hero
- 2019: Exhale

### Kollaborationen
- 1999: Rise (mit Guerilla Maab)
- 2000: In The Mist Of Guerillas (mit Guerilla Maab)
- 2002: Resurrected (mit Guerilla Maab)
- 2003: Year Of The Underdawgs (mit Dougie D)
- 2003: Assholes by Nature (mit Z-Ro)
- 2008: It Is What It Is (mit Z-Ro)
- 2016: Tapped In (mit Mozzy)

### EPs
- 2014: The Tonite Show (mit The Worlds Freshest)

### Mixtapes
- 2003: S.L.A.B. Screenz On
- 2003: S.L.A.B. Vol.1
- 2004: A.B.N. (mit Z-Ro)
- 2004: S.L.A.B. Vol.2
- 2004: S.L.A.B. Vol.3
- 2004: S.L.A.B. Vol 4
- 2004: S.L.A.B. Vol.4.5
- 2004: The Fistful of Dollars
- 2006: 7 Years and Runnin'  (mit S.L.A.B.)
- 2007: Tha Truth Show
- 2007: Asshole By Nature
- 2008: I Am Houston
- 2008: The Streets of the South Pt. 1
- 2008: The Diary of the Truth
- 2008: Street's Advocate
- 2008: The Streets of the South Pt. 2
- 2009: Both Sides of the Fence (Black 'n' Brown Sounds Vol.1) feat. Rob G
- 2009: Trae Day (mit Lil Randy)
- 2009: The Incredible Truth
- 2010: Mr. Houston Pt. 2
- 2010: Traebute
- 2010: Reasonable Drought
- 2010: King of the Streets, Vol. 2
- 2010: Late Night King
- 2010: Can’t Ban The Truth
- 2011: 48 Hours
- 2011: King of the Streets, Vol. 3
- 2011: Undisputed
- 2012: King of the Streets Freestyles
- 2012: Tha Blackprint
- 2013: All-Star 2013: Take Flight
- 2013: G.D.O.D. (Get Dough Or Die)(mit Grand Hustle)
- 2013: I Am King
- 2014: Flight School: All-Star 2014
- 2016: Another 48 Hours
- 2018: 48 Hours Later

## Sonstiges
Trae war Medienberichten zufolge ein guter Freund des am 25. Mai 2020 wegen Polizeigewalt verstorbenen Afroamerikaners George Floyd, dessen Tod landesweite Proteste und Ausschreitungen nach sich zog.